# L'idea Socialista
L'idea Socialista è stato un giornale fondato nel gennaio del 1914 da Arnaldo Parmegiani (Tivoli 1881, Milano 1928). Arnaldo Parmegiani è stato giornalista, politico socialista e ultimo sindaco di Tivoli eletto democraticamente prima del golpe fascista. L’idea socialista esce il 4 gennaio 1914 fino al 21 giugno 1914 (13 numeri). Il periodico ha una tiratura di mille copie ed è l’organo del locale PSI, rappresenta ed esprime gli interessi proletari locali. Il nome della rivista venne poi ripreso da Peppino Impastato nel 1965 insieme ad un gruppo di giovani del PSIUP di Cinisi.
La linea editoriale del giornale ("pochi fogli dattiloscritti" secondo la descrizione che ne viene data dal Giornale di Sicilia) si pone immediatamente in rottura con la mentalità locale, procurando ai redattori una denuncia ai Carabinieri sporta dal sindaco di Cinisi, il giudice Domenico Pellerito, per pubblicazione clandestina.
A seguito del processo, le pubblicazioni vennero sospese per un anno. È successivamente alla riapertura che compare, a firma di Giuseppe Impastato, l'articolo intitolato "Mafia, una montagna di merda", che provoca gravi intimidazioni nei confronti della redazione e causa la prima profonda frattura fra Peppino Impastato e la sua famiglia.
Il giornale chiude definitivamente nel 1967. Nel 2019 viene riproposta una versione web come pagina facebook di informazione indipendente.